# Betti-Reaktion
Die Betti-Reaktion (auch Betti-Kondensation) ist eine Namensreaktion in der Organischen Chemie, die erstmals 1900 beschrieben und nach dem italienischen Chemiker Mario Betti (1875–1942) benannt wurde. Es handelt sich um einen speziellen Fall der Mannich-Reaktion, eine Mehrkomponentenreaktion, bei der ein Aldehyd, ein Amin und ein 2-Naphthol unter Abspaltung von Wasser reagieren. Das Reaktionsprodukt, die sogenannte Betti-Base kann z. B. als Ligand und Auxiliar in asymmetrischen Synthesen verwendet werden.

## Übersichtsreaktion
Bei einer der ursprünglichen Beschreibungen der Betti-Reaktion handelte es sich um eine Kondensationsreaktion von mindestens einem Äquivalent Benzaldehyd mit Ammoniak und 2-Naphthol. Mittlerweile wurde die Reaktion erfolgreich erweitert, sodass auch andere Aldehyde, primäre und sekundäre Amine und aromatische Verbindungen mit einer Hydroxygruppe verwendet werden können. Die hier dargestellte Übersichtsreaktion und der untenstehende Reaktionsmechanismus zeigen die Kondensation eines Aldehyds 1 (R1 = Alkyl- oder Arylgruppe) mit einem primären Amin 2 (R2 = Alkyl- oder Arylgruppe) und 2-Naphthol 3 unter Bildung der Betti-Base 4.

## Reaktionsmechanismus
Es wird davon ausgegangen, dass zunächst eine Reaktion zwischen dem Aldehyd 1 und dem Amin 2 unter Abspaltung von Wasser und Bildung des Imins 3 abläuft. Dabei findet ein nukleophiler Angriff des Amins am Aldehyd statt. Nach Abspaltung von Wasser bildet sich das Imin. Im nächsten Reaktionsschritt folgt die Reaktion des Imins mit 2-Naphthol 4, wobei nach der Tautomerisierung von 5 das Endprodukt 6, ein β-Naphtholalkylamin, gebildet wird.

## Anwendung
Im Allgemeinen bietet die Betti-Reaktion ein breites Anwendungsspektrum, da anhand dieser Reaktion auf kostengünstige und ökonomische Art und Weise chirale Liganden und Auxiliare zur Verfügung gestellt werden können. Die Betti-Basen sind vielseitige chemische Bausteine, die oftmals mehrere Stereozentren aufweisen und in der asymmetrischen Synthese Anwendung finden. Darüber hinaus wird die Betti-Reaktion in der medizinischen Forschung genutzt. Anwendungsmöglichkeiten liegen beispielsweise in der Synthese von Isoniazid-Derivaten, die mithilfe der Betti-Reaktion unter milden, umweltverträglichen Bedingungen und in hohen Ausbeuten generiert werden können. In der Krebsforschung wird sich die Betti-Reaktion ebenfalls zunutze gemacht, da über sie z. B. selektive KDM4-Inhibitoren synthetisiert werden können, was für die Therapie von Brusttumoren von großer Bedeutung ist.